# Dirk Lippits
Dirk Reinier Lippits (Geldrop, 3 de mayo de 1977) es un deportista neerlandés que compitió en remo.
Participó en dos Juegos Olímpicos de Verano, en los años 2000 y 2004, obteniendo una medalla de plata en Sídney 2000, en la prueba de cuatro scull. Ganó una medalla de plata en el Campeonato Mundial de Remo de 2001, en la misma prueba.

## Palmarés internacional
| Juegos Olímpicos   | Juegos Olímpicos   | Juegos Olímpicos | Juegos Olímpicos |
| Año                | Lugar              | Medalla          | Prueba           |
| ------------------ | ------------------ | ---------------- | ---------------- |
| 2000               | Sídney (Australia) | Medalla de plata | Cuatro scull     |
| Campeonato Mundial |                    |                  |                  |
| Año                | Lugar              | Medalla          | Prueba           |
| 2001               | Lucerna (Suiza)    | Medalla de plata | Cuatro scull     |